# Avey Tare
Девід Майкл Портнер (англ. David Michael Portner; нар. 24 квітня 1979), також відомий під псевдонімом Avey Tare — музикант і автор пісень, співзасновник американського експериментального попгурту Animal Collective. Він випустив чотири сольні альбоми, а також чотири спільні альбоми з Panda Bear, три з яких згодом стали частиною офіційної дискографії Animal Collective.

## Дискографія

### Студійні альбоми
- Spirit They're Gone, Spirit They've Vanished (2000, з Panda Bear)
- Danse Manatee (2001, з Panda Bear та Geologist)
- Pullhair Rubeye (2007, з Kría Brekkan)
- Down There (2010)
- Enter the Slasher House (2014, як Avey Tare's Slasher Flicks)
- Eucalyptus (2017)
- Cows on Hourglass Pond (2019)
- 7s (2023)

### Мініальбоми
- Essence of Eucalyptus (2018)
- Conference of Birds / Birds in Disguise (2019)
- Fast Lea / Amphora (2024)